# La Calera (Córdoba)
La Calera ist eine Stadt im zentralen Argentinien, gelegen in der Provinz Córdoba, etwa 15 km westlich der Provinzhauptstadt Córdoba im sogenannten Sierras-Chicas-Bezirk.
La Calera ist mit geschätzten 35.000 Einwohnern der größte Ort in diesem Gebiet; die Einwohnerzahl der Volkszählung von 2001 (24.796 Einwohner) gilt wegen des hohen Bevölkerungswachstums als bereits weit übertroffen.

## Lage und Geografie
Die Stadt liegt direkt am Ostrand der Sierra Chica am Río Suquía. Der Fluss bricht an dieser Stelle aus einer Schlucht aus und macht eine Kehre nordwärts in eine Hügellandschaft. Dort wird er vom kleinen Stausee Mal Paso gestaut.
Das bebaute Gebiet folgt dem Flusslauf ab dem Ende der Schlucht bis nach Saldán im Norden und dehnt sich nach Osten hin bis an die Grenze zu Córdoba aus. Es ist gegliedert in das eigentliche La Calera im Süden und den Ortsteil Dumesnil im Norden am Stausee Mal Paso. Angrenzende Gemeinden sind im Norden Saldán, im Osten Córdoba, im Süden Malagueño und im Westen San Roque und Cosquín.

## Geschichte
La Calera wurde schon im 17. Jahrhundert gegründet, als die Ausbeutung von Steinbrüchen in der Sierra Chica begann, um damit die schnell wachsende Stadt Córdoba zu bauen. Die Ruinen der Jesuitenkirche aus dem 18. Jahrhundert sind das älteste erhaltene Bauwerk der Stadt. 1871 wurde das erste Touristenhotel der Provinz in La Calera errichtet, das sich bald zu einem prosperierenden Touristenzentrum entwickelte. Ab den 1970er-Jahren kippte jedoch das Profil der Stadt: Statt Touristen siedelten sich nun hauptsächlich Arbeiter aus Córdoba in der Stadt an. Seit etwa 1990 ist La Calera mit den nordwestlichen Stadtteilen von Córdoba zusammengewachsen, ebenfalls mit der nördlichen Nachbarstadt Saldán, mit der La Calera eine Kommunalgemeinschaft bildet, sowie dem in einem Seitental gelegenen Stadtteil Villa El Diquecito. Heute spielt der Tourismus keine wesentliche Rolle mehr.

## Bevölkerung
Die Bevölkerung der Stadt besteht zum großen Teil aus Stadtflüchtlingen aus dem nahen Córdoba. Während im zentralen und westlichen Teil von La Calera hauptsächlich Menschen aus den unteren sozialen Schichten leben, werden im Nordostteil immer mehr Country Clubs eingerichtet, in die sehr wohlhabende Neubürger einziehen. Somit ist die Stadt von einem sehr großen Gefälle zwischen Arm und Reich geprägt, nur wenige Einwohner gehören der Mittelschicht an.
Seit den 1980er-Jahren hat die Stadt ein sehr hohes Bevölkerungswachstum (1991–2001 laut dem Statistikamt INDEC im Durchschnitt sechs Prozent pro Jahr, das Sechsfache des durchschnittlichen Bevölkerungswachstums in Argentinien). Dies führt zu einer hohen Bautätigkeit und einer raschen Urbanisierung bisher unbewohnter oder nur dünn besiedelter Gebiete.
Im Süden des Stadtgebietes befindet sich ein großer Leerraum, der ursprünglich den Streitkräften gehörte und 2010 in ein Naturschutzgebiet umgewandelt wurde, um eine weitere Bebauung zu verhindern.

## Wirtschaft und soziale Situation
Die Wirtschaft wird von den Steinbrüchen in der Sierra Chica und vom Dienstleistungssektor geprägt. In der Umgebung befinden sich Vorkommen eines weißen bis hellgrauen Marmors (Calera Blanco). Unter Letzterem finden sich überdurchschnittlich viele Etablissements des Nachtlebens, insbesondere Diskotheken und Nachtclubs, aber auch einige Stundenhotels. Der größte Teil der Bevölkerung ist jedoch in Córdoba beschäftigt, man kann daher La Calera als typische Schlafstadt bezeichnen.
La Calera ist die insgesamt ärmste der Städte des Sierras-Chicas-Bezirks (des Nordwestarms des Ballungsraums von Córdoba) und hat eine hohe Arbeitslosigkeit. Das Bevölkerungswachstum führt vielerorts zu Infrastrukturproblemen (z. B. kamen 2006 nur 30 Polizisten auf die ganze Stadt) und zur Bildung von kleinen Villas Miserias (Slums), die teilweise in Bergtälern versteckt liegen.

## Verkehr
La Calera liegt am Schnittpunkt zweier stark befahrener Straßen: der E-55, die von Córdoba nach Bialet Massé im Valle de Punilla führt, und der E-57, die von der Autobahn Córdoba – Villa Carlos Paz im Valle de Punilla nach Villa Allende führt.
Per Bus ist La Calera mit Córdoba, Villa Allende und fast allen Ortschaften des Valle de Punilla direkt verbunden. Es gibt auch einige Stadtbuslinien.
La Calera hat zwei Bahnhöfe – einem im Zentrum und einen in Dumesnil. Es liegt an der Bahnstrecke Córdoba–Cruz del Eje, die 1893 erbaut wurde, 1980 stillgelegt wurde und 1993 als Tren de las Sierras wieder in Betrieb genommen wurde; 2001 wurde der Betrieb jedoch erneut suspendiert. Im August 2007 wurde der Betrieb nach Córdoba wiederaufgenommen und 2008 nach Westen hin bis Cosquín freigegeben. Nach der Reparatur der beschädigten Streckenabschnitte soll die neue Linie etappenweise wieder bis Cruz del Eje führen.

## Referenzen
1. ↑  Córdoba sumó 15 mil hectáreas protegidas, Lavoz.com.ar, 3. Januar 2010
2. ↑  A. Herbeck: Der Marmor. Entstehung, Arten, Gewinnung, Vorkommen. Callwey, München 1953, S. 223.
3. ↑  Artikel (Memento des Originals vom 27. September 2007 im Internet Archive)  Info: Der Archivlink wurde automatisch eingesetzt und noch nicht geprüft. Bitte prüfe Original- und Archivlink gemäß Anleitung und entferne dann diesen Hinweis. in La Voz del Interior